# او-۵۳ (کریگسمارینه)
او-۵۳ (به آلمانی: U-53) یک او-بوت کریگسمارینه از نوع ۷ب بود.

## تاریخچه عملیاتی

### گشت دوم
با آغاز جنگ جهانی دوم، او-۵۳ به فرماندهی ناوسروان ارنست-گونتر هاینیکه ماه اکتبر سال ۱۹۳۹، به همراه دو او-بوت دیگر، برای حمله به کاروان‌های دشمن راهی ناحیه تنگه جبل‌الطارق شد تا با رخنه به مدیترانه کشتیرانی دشمن در آن را مورد حمله قرار دهد. پس از مدتی توقف در جنوب غربی ایرلند به حرکت خود ادامه داد. نزدیکی خلیج بیسکای یک کاروان که رو به شمال می‌رفت، شناسایی شد. هاینیکه اقدام به ارسال پیام به او-بوت‌های دیگر و تعقیب کاروان کرد اما پس از گذشت سه روز عملیات بدون هیچ حمله موفقی متوقف گشت. در پی کمبود سوخت او-۵۳ بدون رسیدن به مقصد نهایی به کیل بازگشت. هاینیکه به جهت نشان دادن احتیاط بیش از حد در حمله به کاروان دشمن از مقام فرماندهی این او-بوت خلع شد.